# 星の瞳のシルエット
『星の瞳のシルエット』（ほしのひとみのシルエット）は、柊あおいによる日本の漫画作品。

## 概要
少女漫画雑誌『りぼん』（集英社）にて、1985年12月号から1989年5月号にかけて連載された。全42話。単行本はりぼんマスコットコミックス全10巻、集英社文庫版全6巻、フェアベルコミックス版全7巻、フェアベルコミックス クラシコ（新装豪華版）全5巻。
本編の他に番外編として、連載中に掲載されたコメディ短編「お稲荷さん大パニック♡」（『りぼん』昭和63年9月号別冊付録に掲載）と、本編完結後に香澄・久住・啓子の大学進学後の姿を描いた「ENGAGE」（『りぼんオリジナル』平成3年秋の号に掲載）、「ENGAGE II」（平成8年『りぼんティーンズ増刊号』に掲載）の短編作品が存在する（収録コミックスは星の瞳のシルエット#書誌情報を参照）。
りぼん創刊60周年スペシャル企画第4弾として、りぼん2015年7月号に新作の短編読み切り「星の瞳のシルエット 〜ENGAGE〜」が掲載された。この作品では主人公2人をメインに高校卒業を控えたレギュラーキャラクター達が描かれている。『冬の大増刊号 りぼんスペシャル』2016年1月号にもりぼん60周年特別読み切りとして「星の瞳のシルエット 〜ENGAGE III〜」が掲載され、こちらは大学時代の沙樹と司をメインに描いた作品となっている。また、これら発表された2作品に加えて3作品を描きおろして収録した単行本『青春フィナーレ』が2017年6月23日に発売された。
2018年12月28日からは『コミックタタン』（コアミックス）において本編から20年後を描いた『星屑セレナーデ 星の瞳のシルエット another story』を連載。2019年10月に『コミックタタン』が『ゼノン編集部』に統合されてからも、連載は続き、2021年11月26日をもって完結。
キャッチフレーズは『200万乙女のバイブル』→『250万乙女のバイブル』。

## 番外編 ENGAGEシリーズ
本編終了後の各キャラクターを描いた読み切り作品である。各作品は連作になっており、ナンバリング通りに作品内の時間は流れていく（VIのみVと並行している）。
1990年代に「ENGAGE（I）」と「II」が発表され香澄・久住の近況が描かれた他に啓子に行という恋人が出来、大団円で作品終了となった 。その後、2015年にりぼん60周年の特別読み切りとしてENAGAGEシリーズが再度描かれることになり「0」と「III」が発表されたが、この時すでに「IV」「V」「VI」の構想も出来ており、単行本『青春フィナーレ』として出版されることになった。
「ENGAGE（I）」と「II」に関しては、集英社からはそれぞれの作品を表題作とした短編集に収録する形で単行本が2冊発売されていた。また文庫本では本編の単行本の最終巻に2作品とも収録されている。フェアベルからは2作品が収録された単行本が発売されていた。これらは全て現在は絶版となっており、フェアベルの単行本および集英社の文庫本のそれぞれ電子書籍版でのみ販売されている。
「0」「III」「IV」「V」「VI」に関しては単行本『青春フィナーレ』（2017年6月23日発売）に収録されている。またフェアベルからも「0」「III」が電子書籍（2017年7月25日発売）で発売されている。初出および各社出版時でサブタイトルが異なる為、以下の表に纏める。
| シリーズ   | 単行本「青春フィナーレ」     | フェアベル電子書籍 | 初出                                                                               |
| ---------- | ---------------------------- | ------------------ | ---------------------------------------------------------------------------------- |
| ENGAGE-0   | 星くずの行方                 | 卒業式             | りぼん2015年7月号「星の瞳のシルエット 〜ENGAGE〜」                                 |
| ENGAGE-III | 聖夜の一等星                 | 沙樹＆司           | 『冬の大増刊号 りぼんスペシャル』2016年1月号 「星の瞳のシルエット 〜ENGAGE III〜」 |
| ENGAGE-IV  | 星空のささやき               | -                  | 単行本「青春フィナーレ」書き下ろし                                                 |
| ENGAGE-V   | 北のシリウス南のサザンクロス | -                  | 単行本「青春フィナーレ」書き下ろし                                                 |
| ENGAGE-VI  | 流れ星の彼方                 | -                  | 単行本「青春フィナーレ」書き下ろし                                                 |

## 連載当時の人気と出来事
連載当時の人気と影響
同じ時期に連載されていた漫画では池野恋の『ときめきトゥナイト』が人気だったが、これを追い抜き、連載終了まで同誌人気No.1の座を誇った。連載初期の『200万乙女のバイブル』のキャッチフレーズも、この連載で『りぼん』の読者がさらに増加し当時の公称部数が250万に増加したことから『250万乙女のバイブル』に変更となった。
この作品が連載終了すると同時に、これを目的に購読していた中・高校生の読者が離れていき、それが『りぼん』読者の低年齢化につながっていった。
また男性読者も多く、作者も「意外と男性のファンレターが多い」とコメントしている。後年に読破して1980年代恋愛漫画の原書の1つとして語られることがある。カラー扉絵が多かったことから、書店では切り抜きによる棚POPなどを作られる機会も多かった。
久住くん代ゼミ事件
代々木ゼミナールの模試で、成績優秀者に「青陵高校」の「久住智史」が多数の教科で全国1位をとり、5科目合計では全国2位、志望大学は「天文学科」がある数少ない大学の京大理学部で掲載されたというもの。このことは当時の『りぼん』のお便りコーナー（みーやんのとんでもケチャップ）に多数よせられ、これに対する反響も大きく、同コーナーで「久住くん代ゼミ事件」として扱われ、事件についてみーやんが推理をしたり推理が募集されたりした。
事件の真相としては、反響のあと受験した本人から「とんケチャ・事件の真相コーナー係」宛で手紙と証拠の模試の紙が送られ、本作品のファンであった男子学生が本作品への想いを形にしたい、またウケ狙いもあり、これを実行したというものであった。
星のかけら
『りぼん』の応募者全員プレゼントで「星のかけら」が採用されたことがあり、シルバー風のチェーンに水晶柱風の薄い水色のプラスチッククリスタルを模した「星のかけら」をあしらったネックレスチェーンが作られた。この他、赤い布製キャラクタープリントのポーチやペンケースなどが企画された。他の『りぼん』付録でもトランプやカレンダーなど紙製付録が多数企画された。

## あらすじ
沢渡香澄は、幼い頃に見知らぬ「すすき野原の男の子」からもらった「星のかけら」（実際は水晶）をいつも持ち歩き、その思い出を大切に思っている。
ある日、森下真理子から好きな人がいると聞かされ、弓道部の久住智史を教えられる。部活中の久住を一目見てどきっとした香澄は、真理子に悪いと思いつつも、久住に惹かれて行く。真理子にも泉沙樹にも打ち明けられず、もどかしい日々を過ごしていく。

## 登場人物

### レギュラーキャラ
沢渡 香澄（さわたり かすみ）
主人公。誕生日は5月18日。血液型はO型。身長155cm。体重46kg。真面目で優等生。落ち着いてそうにみえて実はおっちょこちょいとよく言われる。性格は優しく、人を傷つけたくないと思うがゆえに肝心なことほど言わない。自分が了としない事は絶対にしない頑固さでもある。なかなか友達に相談できなかったり、また自分を追い詰め責めたてる性格でもあり、「あたしって偽善者ね」と沙樹の前でつぶやいた時には沙樹に「自分ばかり責めだすのはあんたの悪いクセ」と怒られている。一方で香澄が啓子に自分の想いをなかなか伝えられなかった時には、沙樹に「中学の二の舞演じる気か」「あんたのはっきりしないところが大嫌い」とも叱られた。務めて笑顔でいるようにしており、落ち込んだ時は鏡に向かって「沢渡香澄！強い子 よい子 元気な子‼︎」と気合いを入れる。髪型はヘアピンを止めているボブカットだったが、連載が進むにつれてロングヘアになっていった。ただし高校に進学した時、一度ボブカットに戻している。頭はよく、受験勉強を始める前も学年で19位、受験勉強を始めてからは上位10位内に入った。ラジオネームは「シリウスの星のかけらの女の子」。
連載開始時は中学2年生。親友の真理子、沙樹と共にクッキングクラブを作って活動していた。初恋の相手は小学生の時に蛍狩りで出会った男の子（智史のこと）。彼から「星のかけら（水晶）」をプレゼントされ、ずっと大切に持ち続けることを約束した。司を通じて智史と知り合い、彼が初恋相手とは知らずに気になるようになる。だが、真理子が智史に片思いしていると知り、表面的には真理子を応援するものの我知らず智史を好きになっていく。その後、自転車事故で負傷した智史の見舞いに行った際、「すすき野原の男の子」が智史だと判明する。だが友情を壊したくない一心から葛藤を抱え苦しむ。中学の卒業式で真理子から智史のことを聞かれ、「大切な友達としか思っていない」と答えたのを偶然通りかかった智史に聞かれる。そのことにショックを受けて泣いていた所を沙樹にも見られ、沙樹が以前から香澄の気持ちを知っていたことを知り、三人の友情は崩壊してしまう。
その後、智史・司と共に名門進学校の青陵高校に入学し、新たに友達となった啓子も加え天文部に入部する。沙樹とはすぐに仲直りしたが、真理子との関係は戻らなかった。そんな中、天文部の合宿で智史から告白されるが拒絶してしまう。その後、真理子に「智史からフラれた」とウソをついて仲直りする。智史が真理子と付き合い始めるのを複雑な気持ちで受け入れていたが、司からデートに誘われ断ろうとした所を二人に見られ、更には司の一途な想いまで拒絶したことに傷つき、すすき野原で一人泣いていた所を智史に見られ、何も言えずに泣き崩れてしまう。
高校1年生の正月を真理子、沙樹と迎えることが出来たことを心から喜ぶが、香澄が彼氏を作らないことに不安を感じた真理子が「すすき野原の男の子」の名前を騙って喫茶店に呼び出したことで二人の秘密が分かってしまう。その後、智史と真理子が別れ、真理子から謝罪される。二人を引き合わせたすすき野原が開発により無くなるのをきっかけに智史の告白を受け入れめでたく結ばれた。
高校卒業後は啓子と同じ大学に進学、心理学を専攻する。将来の夢はカウンセラー。
女性登場人物の中では一番モテており、相思相愛の智史以外にも、中学時代に同級生の二階堂、高校時代に司、大学時代に行から告白されている。
久住 智史（くずみ さとし）
文武両道に加え、美形かつ家事万能という理想的な少年。誕生日は12月3日。血液型はO型。身長170cm。体重61kg。母親を早くに亡くし、父と2人暮らし。前述どおり良く言えば家事万能だが、逆に所帯じみた中高生らしからぬセリフや要望が多く、誕生日プレゼントには家電製品をもらう。特別勉強熱心でもなく塾にも通わないが成績優秀で、中学の定期テストでは学年の10位内は余裕でキープする。学力トップレベルの青陵高校でも30位以内に入っている。父親の職業柄それほど困窮もしていないが、金銭感覚はシビアでお金で物を頼まれると断れない性格のため「このままでは金で動く人間になってしまう」と後悔している。入試前日に『凶』を引いたが無事合格した逸話がある。普段は温厚そのものだが、怒ると容赦がない。また、他人の前では決して気を抜かないが父親の前ではふて腐れたり、惚けただらしない素顔を見せる。美形で女の子たちの憧れの存在である反面、ユーモラスな面を沢山持ち合わせている。
中学時代は静謐とした空気と集中を高めるのを目的に司と共に弓道に打ち込んだ。実力は高く、県大会出場もしている。だが、それ以上に天文学に興味があり、青陵高校には弓道部がないこともあって高校では天文部に所属している。好物はメロンパン。また太田裕美のファン。ラジオネームは「すすき野原の男の子」。
小学生のときに母を亡くした際、泣いているところを見られて冷たく突き放してしまった（本当はそばにいてくれているだけで嬉しかったが素直になれなかった）星のかけらの女の子にずっと謝りたく、最後に女の子と会ってからも何度もすすき野原に足を運んでいた。中学時代からルックスと性格の良さから女の子にはモテモテだったが、親友の司とは正反対で女の子全般を苦手にしている。自然に話がしやすい香澄には特別な親しみを感じており、連載初期の段階で香澄が「星のかけらの女の子」である事に気付く。以来、香澄に対して一途な想いを寄せるが、数々の障害により二人の仲は進展しなかった。
高校卒業後は天文学部がある仙台の大学に進学する。
森下 真理子（もりした まりこ）
香澄の親友。誕生日は3月5日。血液型はA型。身長148cm。体重45kg。小柄で天然パーマ。ケーキが好物であり。中学時代クッキングクラブを香澄と沙樹と3人で始める。三人のムードメーカーで性格は内気で奥手かつ一途で愛らしい。周りが見えなくなり頑固な一面も。中学時代に智史に片思いをするようになり、卒業式をきっかけに香澄と絶縁状態になって香澄を避けるようになる。進学先は楓女子高校。
高校進学後はあまり自ら進んで新しい友達を作ろうとせず、香澄が智史や司と仲良くしているのを駅で待ち伏せしていた。その姿を誠から一目惚れされる。香澄が失恋したというウソ、誠の尽力、智史が香澄にフラれたという事情に後押しされ、智史に告白して付き合い始める。それでも不安を感じ、香澄と初恋の相手とを結びつけることを思いつき、「すすき野原の男の子」の名前を騙った結果、「すすき野原の男の子」の正体が智史で、そのことを香澄も以前から知っていたことを知ってしまう。その後、智史の家に行こうとして途中で道に迷い、さらにあまりのショックで熱を出しているところを香澄と沙樹に発見される。智史からフラれることを覚悟した真理子は、最後のデートで渡せなかった3年分の想いを渡す。喫茶店を出た際に偶然、誠と出会い、失恋の気分直しの為に誠の発案で遊園地に行くが閉園時間を過ぎていた。その埋め合わせで、誠からデートに誘われるが自分がみじめに思え、約束の時間をすっぽかす。だが、気になって行ってみると、待ち合わせ時間を大幅に過ぎても誠は待ち続けていた。優しい誠の気持ちを傷つけ、香澄を苦しめ続けたことを激しく後悔した真理子は香澄と誠にそれぞれ謝罪し、誠とはめでたく結ばれた。
進学はせずに就職し、会社の受付嬢となっている。将来の夢はお嫁さん。
泉 沙樹（いずみ さき）
香澄の親友。誕生日は1月29日。血液型はAB型。身長160cm。体重49kg。丸メガネでショートカット。小学生の途中まではロングヘアであった。友達思いで、香澄と真理子をどちらも同じように大切に思っているがゆえに、2人の間で板挟みにあって苦しむ。真理子のことを考えて苦しんでいる香澄を今以上に苦しめないために、香澄の久住への想いに気づかないふりをしていたが、中学の卒業式の最悪のタイミングで香澄にばれてしまう。一番のしっかり者だが、素直さが足りず強情な性格でもある。自分のことを頑固で可愛いげのない女と思い、コンプレックスが強く、司をはじめとする男子に対しては刺々しい態度をとる。このため智史からも恐れられている。眼鏡をとると香澄や真理子に劣らない美少女なのだが、そのことを知っているのは司一人であり、本心を押し隠す仮面がわりになっていて人前では決して眼鏡を外さない。また、ボーイッシュなファッションを好みパンツスタイルが多いが、たまにミニスカートを履いたときは香澄と真理子の2人からそろって褒められており、スタイルもファッションセンスも悪くない。
司とは小学生時代からマンションの隣同士に住む幼馴染で家族ぐるみの付き合いがある腐れ縁。中学時代から香澄、真理子、智史、司がそれぞれ想いを寄せる相手を知る唯一の人物。久住を好きな香澄と真理子の間では中立的な態度をとる。また、司から一途に想いを寄せられている香澄には複雑な感情を抱いている。中学の定期テストでは学年の上位50位に入るくらい頭はよい。中央高校に進学した。
司に対しては小学生時代から片思いを寄せる。司にとっても沙樹は初恋の相手だったが、沙樹が言った些細な一言により、司自身はフラれたと思い込んでいた。以来、女の子を見ると声を掛けずにいられない司に対する当てつけでわざと男っぽい格好や態度をとるようになった。その後、何度も司を諦めようとするが、司の本命が香澄で、司自身、自分に振り向く可能性がないと諦め、その他大勢の女の子たちとのデートを続けていることを知っていたことで諦めがつかず、心を許せる幼馴染みの関係を抜け出せなかった。そのせいで、香澄にフラれた司を慰めた際に初恋の相手が自分だったと告白されることになった。司がほんの気まぐれでデートに誘った所をカンの良い啓子に見られて追及され、本心を誤魔化すために司が「シャレだよ、シャレ」などと軽口を叩いたことで深く傷ついてしまう。その後、自宅まで追い掛けてきた司から素直になって告白してみろと言われるが、強情を張ってしまい大嫌いと突き放してしまう。だが、お互いに素直になれずにいたことを自覚し、司の取り巻きたちの見ている前で告白して結ばれる。将来の夢は弁護士。
白石 司（しらいし つかさ）
沙樹の幼馴染。智史とは同じ弓道部で親友。誕生日は10月25日。血液型はB型。身長173cm。体重62kg。ルックスが良く、小学生の頃から俗に言うプレイボーイで女子にモテる。ただ、特定の彼女は作らず、集団デートで女の子たちからちやほやされるのを愉しんでいた。自信過剰と言えるほどにポジティブな態度とは裏腹に、内面はシャイな照れ屋。小学生のときに沙樹からフラれたことがトラウマになっており、「言葉も態度も軽すぎて本気だと思って貰えない」というコンプレックスを抱き、自分の想いが報われたことがないことに内心傷つき、決して報われることのない自虐的な恋にのめり込んでしまう。
中学時代から香澄の純粋さ一途さに惹かれ、一途な想いを寄せる。一時は受験勉強のために他の女の子たちとの交際をすべて断るなどした。智史を追い掛けるため青陵高校を目指す香澄を追い掛けるため猛勉強の末に合格するなど、実はかなりの努力家。また、どんな女の子であっても良い部分を見出す根っからのフェミニスト。
香澄の智史への想いを早くから感じとっており、中学時代から何かとフォローに回る（が想いが報われていないという意味では誠以上）。初恋の相手は沙樹だったが、素直になれない沙樹にフラれた（と思い込んでいた）。高校の屋上で智史と互いに自分たちの香澄への想いを告白し合っていたところ、その姿を見た女生徒からホモ疑惑を立てられるなどかなり不幸。その後またも屋上で、ある一件に怒り智史と殴り合いのケンカをする。また、智史に幻滅した啓子からも本気で狙われ始める。
香澄からフラれたショックを引きずって、自分を見失っていた折、ふとした思いつきで沙樹をデートに誘う。だが、それがきっかけとなって自分の本心に気付き、沙樹と結ばれた。
大学進学後もプレイボーイぶりは変わっていないが、沙樹との交際は続いている。

### 高校編からのレギュラー
吉祥寺 啓子（きちじょうじ けいこ）
青陵高校で香澄が仲良くなった友人。ニックネームはおケイ。美人でスタイルが良く自信家。何事にも積極的かつ前向きで少々気性が激しく、勘も鋭い。智史に目を付け、嫌がる香澄を無理矢理引き連れて共に天文部へ入部した。香澄の気持ちに元々気づいており香澄からの告白を受けた後はライバル、友人として香澄との友情を深めていった。底意地の悪さもある一方でさっぱりとした性格でもあり、智史が自分に嘘をついて真理子と付き合い始めたのを機に見損ない、プレイボーイのようでいて純粋で心優しい司を追いかけ回すようになる。だが、司も沙樹を選んだことで結果としてフラれてしまった。
高校編では主要登場人物で唯一のシングルで終わってしまったが、大学生編で香澄に片思いを寄せる行と出会う。智史、司と啓子の好きになる相手はすべて香澄に想いを寄せると嘆くセリフもあるが、高校時代よりは人間的に一回り成長しており、物事を客観的に見据えて振る舞うようになっている。しかし相変わらず行動がひねていることもあり、行からは「謎だ」と言われている。行の視界と世界を開いた。
日野 誠（ひの まこと）
青陵高校の天文部員で1年次は智史と同じクラス。智史とはウマが合い天文部へ入部する。素朴で地味だが心優しい。また、肝心な所で間が抜けているなど冴えない。言動はやや貧乏くさいが、実は御曹司でお屋敷住まい。駅で青陵の誰かを毎日待ち続ける真理子に一目惚れしてしまう。真理子の気持ちを知った上で、智史との橋渡しに協力する（後に智史にバレてひどく怒られた）。残酷な事実を知り、ショックで寝込んだ真理子を見舞うなど名前に違わぬ誠意を見せる。
司から貰った指定席券（実は啓子が渡したもの）で映画を観た帰りに智史と別れたばかりの真理子と出会い、元気づけるために遊園地に連れていくがあいにく閉園時間を過ぎていた。その後、日を改めて遊園地に行くことになっていたが、待ち合わせをすっぽかされる。そのショックから冷たい態度をとるが、後に真理子から謝罪され結ばれる。
しかし、レギュラーメンバー全員（同じクラスの智史、同じ部活の司と香澄も全く知らなかった）、が日野と真理子が結ばれた事に全く気づいていなかった。
※高校からのキャラの苗字は全てJR中央線の駅名から命名されている（天文部員に豊田、中野、荻窪、立川など）。

### レギュラーの家族
久住 孝史（くずみ たかし）
智史の父親。地質学専攻の大学教授。智史とは親子というより、悪友のような関係。家事が一切できず全て智史に押しつけている。また、悩める智史にちょっとしたいたずらを仕掛けたり、真理子と智史が付き合った時、読者から抗議のはがきが多く寄せられるとそれらを持って登場するなどお茶目な一面がある。しかし妻を亡くした経験から恋愛についてのその時々の気持ちや考え方を智史に伝えるなどしており、年頃の息子を優しく見守っている。
香澄の母（かすみのはは）
主に娘を注意するシーンで出演。初めは声だけの出演だったが、物語が進むうちに後ろ姿も出るようになった。いつも長い髪をひとつに束ねている。最後まで素顔を見せずじまいだった。
真理子の姉（まりこのあね）
妹思いの優しいお姉さん。氏名・年齢不明。髪型は真理子とほぼ同じ。容姿もよく似ている。

### その他
菅野 久美子（すがの くみこ）
香澄がいつも聞くカントリーラジオ(CRC)『ミュージックJOY』のアナウンサーでありDJ。気さくな性格で親しみやすく、「すすき野原」の男の子のハガキを見せてもらった時にお世話になる。栃木放送(CRT)在籍のアナウンサーであった菅谷由美子という実在人物がモデル。
二階堂 平助（にかいどう へいすけ）
香澄の中学の同学年（クラスは別）の真面目一直線な男子。メガネをかけている。ラブレターを香澄に渡し、図書室に呼び出して告白をしたが、見事に振られる。二階堂は、2年の時委員会が同じだった香澄と喋ったらしいが、当の香澄は全く記憶になかった。最終回でデートの待ち合わせに行く描写が描かれている。

### 番外編からの登場人物
遠野 行（とおの ゆき）
ENGAGE I&II&VIの主人公。香澄、啓子と同じ大学の心理学部に在籍する。一浪の末に入学しているせいで香澄たちよりも年齢は一つ年上。性格はただでさえ素直ではないが、高校時代の級友たちに遅れをとったという思いや高校時代にあったゴタゴタを抱いているせいで余計にヒネている。覇気がなくやる気もない。ルックスは良く女の子にはモテるが、女の子との交際を面倒くさいと思っている。最初から彼氏がいるとわかった上で香澄に一目惚れして、他の女の子たちとは違うという思いから、なにかとちょっかいをかける。相手の本心がわかっていてそれでもなおズケズケ踏み込む底意地の悪い性格は啓子とそっくりで、高校時代とは逆に司の役回りを引き受けフォローに回った啓子から香澄の話を聞くうち、啓子とはなんでも気さくに話せる関係になっていく。高校時代にバンドに打ち込んでいたが、ボーカルをしていた女の子から告白され、それがきっかけで人間関係がメチャメチャになるなど思うようにならなくなり、結果として一浪することになった苦い過去を持つ。
香澄と親しくなるにつれ、その純粋さやひたむきさに劣等感を覚えて余計にやる気を失っていく。だが、何事も自分の想いを率直に話す啓子には徐々に心を開く。世の中に絶望し、わざと前髪を伸ばして前を向かないようにしようとしていたことさえも啓子に見透かされてしまい。自分の視界を広げ、前を向かせてくれる啓子をかけがえのない存在だと思うに至る。
行自体が最初から啓子にとって運命の相手として設定されており、番外編そのものが損な憎まれ役で終わり不憫だった啓子のために用意されていると言って差し支えがない。また、本編ではノロける間もなく連載が終了してしまった香澄と智史が順調に遠距離恋愛を育んでいるなど、すれ違い続きだった二人に配慮した内容になっている。

## 作品設定
すすき野原
名前の通り、すすきが生い茂る原っぱで、香澄がすすき野原の男の子と出会った、思い出の場所。香澄の祖母が近くに住んでいた関係で時たま遊びに来ていた。最終回では不動産会社が買収、マンション分譲地になる予定を智史が告げる。
星のかけら
主人公の香澄が、幼い頃に夏の夜に出会った男の子にもらった水晶。
専用の袋に入れてずっともち続けていたが、途中でなくしてしまい、落ち込んでいたところ、驚くことにある人物から手渡される。それでも、「すすき野原の男の子」が誰なのかはわからないが、香澄は少しずつ気づくことになる。
すすき野原の男の子
香澄に星のかけらをくれた男の子で、香澄の初恋の人。その後、泣いている所をみられて乱暴な言葉を投げつけてしまい、それ以来会う事が無かった。
青陵高校（せいりょうこうこう）
高校編の舞台となる、香澄・久住・白石が入学した高校。名門高校で、入学する為の偏差値は高い。制服はブレザー。作者の弟の通っていた、栃木県立宇都宮清陵高等学校がモチーフとされている。

## 作品に登場する実際の映画作品
ペーパームーン
アメリカ禁酒法時代に聖書を売り歩くチンケな詐欺師とその娘を巡るロード・ムービー。
薔薇の名前
中世の修道院を舞台に起きた殺人事件を巡るミステリー。
正月に香澄と沙樹が二人で観に行った映画。
となりのトトロ
宮崎駿監督のアニメ映画。
香澄と沙樹が上の作品を観に行った時、「近日上映」のポスターが告示されている。
なお、柊の次作品『耳をすませば』は、宮崎のプロデュースにより後年の1995年に映画化された。
愛しのロクサーヌ
鼻が大きなことにコンプレックスを抱える男性が主人公のラブコメディ。
司が香澄をデートに誘った際の映画。智史と真理子に鉢合わせることになる。

## イメージアルバム
星の瞳のシルエット イメージアルバム（ワーナーパイオニア・1987年）
- イメージカプセルシリーズの1つとして発売。
- 本編に登場する曲であり、ストーリーの根本に関わっている太田裕美の『星がたり』が、最終トラックに収録されている。初回特典に「柊あおいメッセージフォノシート」が付いていた。現在廃盤のため入手困難。
- イメージカプセルは制作スタッフが同じである事から、起用される作曲家や歌手、構成（最初に序章、二曲目にオープニング相当の歌、A面の最後に漫画家の協力した曲、B面の最初はBGM風…）などもよく似ている。特にドラマを収録した作品では、同じイメージカプセルの他作品の曲をBGMとして（場合によっては歌入りの曲から歌を抜いて）流用する例が多い。当作のアルバムにはドラマは収録されていないが、ゆうきまさみ『究極超人あ～る』、あろひろし『優&魅衣』のドラマには、当作の曲がBGMとして使われている。

## ドラマCD
箱クエストより2015年に発売された「りぼん60th Anniversary 恋するりぼんっ子 80年代編」の商品の一つとして『星の瞳のシルエット オリジナルドラマCD』が発売された。最終回一話前で久住が香澄に声をかけるところから、すすき野原での告白のシーンまでが収録されている。

### 声の出演
- 沢渡香澄：名塚佳織
- 久住智史、ナレーション：浪川大輔

### 収録内容
総収録時間：9分31秒
1. オリジナルドラマ（6分41秒）
2. 浪川大輔コメント（1分34秒）
3. 名塚佳織コメント（1分15秒）

## 書誌情報

### りぼんマスコットコミックス
- 柊あおい『星の瞳のシルエット』集英社〈りぼんマスコットコミックス〉、全10巻
  1. 1986年6月18日発行、ISBN 4-08-853370-4
  2. 1986年11月19日発行、ISBN 4-08-853385-2
  3. 1987年3月18日発行、ISBN 4-08-853397-6
  4. 1987年7月20日発行、ISBN 4-08-853411-5
  5. 1987年11月18日発行、ISBN 4-08-853423-9
  6. 1988年4月20日発行、ISBN 4-08-853440-9
    - 同時収録作品「星の瞳のシルエット・番外編 お稲荷さん大パニック♡」

  7. 1988年7月20日発行、ISBN 4-08-853449-2
  8. 1989年1月18日発行、ISBN 4-08-853470-0
  9. 1989年4月19日発行、ISBN 4-08-853480-8
  10. 1989年8月16日発行、ISBN 4-08-853493-X
- 『星の瞳のシルエット・番外編 ENGAGE』 1994年7月20日発行、ISBN 4-08-853742-4
  - 同時収録作品「少女憧憬」（『りぼんオリジナル』平成5年12月号に掲載）、「SPRING!」（『りぼん』平成6年3月号に掲載）
- 『星の瞳のシルエット・番外編 ENGAGE II』 1997年9月17日発行、ISBN 4-08-856039-6
  - 同時収録作品「はじめまして」（『マーガレット』平成8年No21に掲載）、「季節の栞」（『マーガレット』平成9年No9に掲載）
- 『星の瞳のシルエット －青春フィナーレ－』 2017年6月28日発行、ISBN 978-4-08-867466-7
  - りぼん創刊60周年スペシャル企画でりぼんに掲載された書き下ろし読み切り2作品(ENGAGE-0&III)に書き下ろし3作品(ENGAGE-IV&V&VI)を収録した短編集

### 集英社文庫
- 柊あおい『星の瞳のシルエット』集英社〈集英社文庫〉、全6巻
  1. 1999年1月19日発行、ISBN 4-08-617450-2
  2. 1999年1月19日発行、ISBN 4-08-617451-0
  3. 1999年3月23日発行、ISBN 4-08-617452-9
  4. 1999年3月23日発行、ISBN 4-08-617453-7
    - 同時収録作品「星の瞳のシルエット・番外編 お稲荷さん大パニック♡」

  5. 1999年4月21日発行、ISBN 4-08-617454-5
  6. 1999年4月21日発行、ISBN 4-08-617455-3
    - 同時収録作品「星の瞳のシルエット・番外編 ENGAGE」、「星の瞳のシルエット・番外編 ENGAGE II」

### フェアベル

#### フェアベルコミックス クラシコ
1. 2008年1月11日発行、ISBN 978-4-86245-069-2
2. 2008年2月14日発行、ISBN 978-4-86245-074-6
3. 2008年3月14日発行、ISBN 978-4-86245-076-0
4. 2008年4月14日発行、ISBN 978-4-86245-083-8
5. 2008年5月14日発行、ISBN 978-4-86245-090-6
  - 同時収録作品「星の瞳のシルエット・番外編 お稲荷さん大パニック♡」

#### 電子書籍
カラー原稿はカラーで収録
- 第1巻〜第10巻
全10巻だが各巻の収録話数はりぼんマスコットコミックスとは異なる
「星の瞳のシルエット・番外編 お稲荷さん大パニック♡」は第10巻に収録
- 『星の瞳のシルエット番外編 ENGAGE』
「星の瞳のシルエット番外編 ENGAGE」及び「星の瞳のシルエット番外編 ENGAGE II」を収録
- 『星の瞳のシルエット ENGAGE 0 卒業式』
- 『星の瞳のシルエット ENGAGE III 沙樹＆司』

### 星屑セレナーデ 星の瞳のシルエット another story
- 柊あおい『星屑セレナーデ 星の瞳のシルエット another story』コアミックス〈バンブーコミックス タタン〉、全5巻
  1. 2019年9月20日発売[4][5]、ISBN 978-4-8019-6738-0
  2. 2020年2月20日発売[6]、ISBN 978-4-8019-6872-1
  3. 2020年9月19日発売[7]、ISBN 978-4-8019-7067-0
  4. 2021年3月18日発売[8]、ISBN 978-4-8019-7255-1
  5. 2021年12月20日発売[9]、ISBN 978-4-8019-7543-9